# Amanda Bynes
Amanda Bynes (sinh ngày 3 tháng 4 năm 1986 tại Thousand Oaks, California, Mỹ) là một nữ diễn viên, người dẫn chương trình truyền hình và ca sĩ người Mỹ. Sau khi xuất hiện khá thành công trong chương trình truyền hình Nickelodeon trong khoảng giữa thập niên 1990 và đầu thập niên 2000, cô bắt đầu chuyển hướng sang ngành điện ảnh với những bộ phim dành cho tuổi teen rất ăn khách như She's the Man (2006), Hairspray (2007).
Amanda Bynes đã được miêu tả bởi tờ The Boston Globe là cô có sự quyến rũ của "Mọi cô gái khác", Năm 2006, Amanda Bynes lọt vào danh sách "25 ngôi sao sáng dưới tuổi 25" của tạp chí Teen People, và trong năm 2007 được Forbes xếp thứ 5 trong danh sách những ngôi sao dưới tuổi 21 giàu nhất thế giới với thu nhập 2,5 triệu USD.

## Tiểu sử

### Trước khi đóng phim
Amanda được sinh ra ở Thousand Oaks, California, Mỹ, con gái của Lynn Bynes, một người phụ tá cho nha sĩ và quản lý văn phòng, và Rick Bynes, một nha sĩ và cũng từng tập hài kịch. Amanda có một người anh, Tommy Bynes (sinh năm 1974), và 1 người chị, Jillian Bynes (sinh năm 1983), cũng đã từng tham gia đóng phim. Ông bà của Amanda sống ở Toronto, Ontario. Cha của Amanda là người theo đạo Giáo hội công giáo Rôma và mẹ của Amanda là Người Do Thái, và Amanda cũng đã nhận rằng mình là Người Do Thái  dù "không sùng đạo đến thế".

### Sự nghiệp đóng phim

#### Thời thơ ấu
Năm 1993, Amanda được huấn luyện trở thành một diễn viên bởi Arsenio Hall và Richard Pryor tại một trại hài kịch, và bắt đầu diễn một cách chuyên nghiệp lúc 7 tuổi, xuất hiện trên một chương trình quảng cáo cho thương hiệu kẹo Nestlé Buncha Crunch. Suốt những năm còn bé, Amanda cũng xuất hiện trên sân khấu những vở kịch Annie, The Secret Garden, The Music Man và The Sound of Music. Sau khi tham dự những buổi học trên Kênh Nickelodeon, Amanda đã trở thành một thành viên quen thuộc của show Figure It Out và All That (đều vào năm 1996). Amanda vẫn là 1 thành viên thường xuyên trên All That cho đến khi chương trình bị huỷ vào năm 2000, dù cô đã chuẩn bị cho The Amanda Show, show mà chính cô làm chủ, cũng trên kênh Nickelodeon. The Amanda Show gồm các clip hài và một số hoạt động hài hước khác, chủ yêu do Amanda Bynes đóng trong 2 vai Judge Trudy và Penelope Taynt, 1 fan cuồng nhiệt của chính Amanda.

#### Năm 2002 - 2005
Amanda đã tham gia bộ phim đầu tiền vào năm 2002, Big Fat Liar (Vua Nói Dối) cùng Frankie Muniz. Bộ phim mà cô làm diễn viên chính là What a Girl Wants vào năm 2003 với Oliver James. Từ đó, Amanda đảm nhận vai chính trong sê-ri phim truyền hình của hãng Warner Bros. What I Like About You. Cô cũng lồng tiếng trong bộ phim Charlotte's Web 2: Wilbur's Great Adventure và bộ phim hoạt hình Robots năm 2005. Amanda từng xuất hiện trong 1 tập của sê-ri The Nightmare Room trong vai Danielle Warner, và trong Arliss vai Crystal Dupree. Amanda sau đó được xuất hiện trên bìa của tạp chí Vanity Fair vào tháng 7 năm 2003 với 9 ngôi sao Hollywood trẻ khác, gồm Lindsay Lohan, Hilary Duff, Alexis Bledel, Raven-Symoné, Evan Rachel Wood, cặp song sinh Olsen, và Mandy Moore. Dù cô thường được so sánh với họ, Amanda đã nói rằng "Giống như việc được làm một cô gái nổi tiếng tại một bữa tiệc trung học. Tôi không phải là cô gái đó. Tôi lớn lên với bệnh mụn và cảm thấy không an toàn. Tôi đã cao và gầy. Tôi không hề xinh xắn chút nào, và con trai còn không thích tôi. Đó là lý do tại sao tôi đến với hài kịch."

#### Năm 2006
Năm 2006, Amanda Bynes nhận vai chính trong bộ phim She's the Man, một bộ phim hài được dựa trên vở kịch Twelfth Night của William Shakespeare; trong bộ phim, Amanda đóng giả là người anh trai để được tham gia đội bóng đá nam vì đội nữ bị giải tán. Nhà sản xuất của bộ phim lúc đầu muốn mời ca sĩ Jesse McCartney làm anh trai của Amanda, vì họ nhận thấy sự giống giữa Jesse và Amanda khi đóng giả là con trai, nhưng Jesse thì lúc đó đang bận. Trong thời điểm bộ phim phát hành, Amanda đã nói rằng cô muốn bắt đầu xuất hiện trên nhiều các vai diễn người lớn hơn, tin rằng cô vẫn đang phát triển khả năng diễn của mình, và rằng cô càng trở nên "giỏi hơn" với mỗi vai diễn.

#### Năm 2007
Amanda đã xuất hiện trong một bộ phim hài lãng mạn khác, Lovewrecked, được quay trước bộ phim She's the Man nhưng lại được phát hành sau nó, chiếu trên các rạp chiếu phim ngoài nước Mỹ năm 2005 và 2006 và lần đầu tiên trên kênh ABC Family vào ngày 21 tháng 1 năm 2007 Cô cũng đóng vai Penny Pingleton trong bộ phim Hairspray, một bộ phim làm lại của vở nhạc kịch cùng tên trên Broadway, Hairspray. Đó là vai diễn nhạc kịch đầu tiên của cô, được quay tại Toronto, Mỹ vào tháng 9 năm 2006 và được công chiếu vào 20 tháng 7 năm 2007. Amanda đã nói rằng cô rất vui khi được tham gia "một bộ phim đồng diễn lớn, vui và hài hước như thế". Amanda sau đó đã nhận vai chính trong một bộ phim hài nữa là Sydney White, được phát hành vào ngày 21 tháng 7 năm 2007. Bộ phim được dựa trên Bạch Tuyết và bảy chủ lùn, trong đó Amanda đóng vai Sydney White, sinh viên năm thứ nhất của Trường đại học Hy Lạp, cùng Sara Paxton và Matt Long.

#### Năm 2008 - gần đây
Năm 2008, Amanda sẽ xuất hiện trong bộ phim Living Proof của kênh Lifetime Television trong vai 1 sinh viên trợ giúp cho nhân vật của diễn viên Harry Connick Jr., người đã tạo ra thuốc Herceptin cho bệnh ung thư vú. Cô cũng được đồn là sẽ xuất hiện trong bộ phim Bumped bởi đạo diễn Lizzy Weiss.

### Sự nghiệp thiết kế thời trang
Năm 2007 Amanda đã ký một bản hợp đồng 5 năm với hãng thời trang Steve & Barry's để tạo ra một thương hiệu thời trang của riêng cô với cái tên "Dear", bao gồm quần áo và các đồ trang sức. Mọi mặt hàng trong thương hiệu đều có giá 19.98 USD trở xuống. Thương hiệu ra mắt công chúng vào ngày 16 tháng 8 năm 2007.

### Các giải thưởng
Amanda Bynes đã nhận giải Nickelodeon Kids' Choice Awards 4 năm liên tiếp, từ năm 2000 đến năm 2004 cho Nữ diễn viên truyền hình Yêu Thích Nhất năm 2001 cho All That, năm 2002 cho The Amanda Show và các năm sau đó. Năm 2003 cô cũng nhận giải Blimp cho Nữ Diễn viên Điện ảnh Yêu Thích Nhất cho Big Fat Liar và What a Girl Wants năm 2004.
Amanda cũng nhận giải trong bộ phim Hairspray cho dàn diễn viên của phim năm 2008 tại Critics' Choice Awards.

### Đời sống riêng tư
Amanda tốt nghiệp trường Trung học Thousand Oaks (dù cô tham gia Trường Trung học La Reina một vài lần) và đã bộc lộ ý muốn tham dự Trường Đại học New York trong thời gian tới. Cô gần đây đã chuyển vào một căn hộ ở Hollywood, California, nhưng từ đó đã chuyển về nhà với gia đình cô. Amanda rất thích vẽ (Cô đã từng vẽ chân dung của David Letterman và tặng nó cho ông.) và thiết kế thời trang, đã từng nhắc đến việc "ác mộng lớn nhất của cô là mất túi trang điểm khi đi du ngoại."
Năm 2007 cô đã phản đối việc trở thành một ngôi sao Hollywood hư hỏng khác. "Tôi nghĩ tôi sẽ đi chơi với mức như tôi đã từng đi...nhưng không phải là nhiều. Tôi thích nhảy và các thứ khác, nhưng việc uống bia rượu đều không tốt cho bạn về mọi mặt. Nó không tốt cho da bạn; nó khiến bạn thấy kinh khủng. Vì thế, không nên uống bia rượu." Cô đã nói những điều này vào mùa hè năm 2007, trong những talk show, và trong những cuộc phỏng vấn báo chí. Cô nói với Access Hollywood, "Tôi thích được ở với gia đinh và bạn bè, và tôi không cần phải đến các câu lạc bộ." Trong một cuộc phỏng vấn vào tháng 12 năm 2007, Amanda kể về việc bố mẹ cô dạy cô về rượu bia.

## Các phim đã tham gia
| Năm  | Tên phim                                    | Vai diễn                          | Chú thích            |
| ---- | ------------------------------------------- | --------------------------------- | -------------------- |
| 1996 | All That                                    | Nhiều vai                         | 1996–2000            |
| 1997 | Figure It Out                               | Người chơi                        | 1997–1999            |
| 1999 | Arli$$                                      | Crystal Dupree                    | Vai khách            |
| 1999 | The Amanda Show                             | Chủ show/Nhiều vai/Penelope Taynt | Vai chính, 1999–2002 |
| 2001 | The Drew Carey Show                         | Người chơi                        | Vai khách            |
| 2001 | The Nightmare Room                          | Danielle Warner                   | Vai khách            |
| 2001 | Rugrats                                     | Taffy                             | Lồng tiếng           |
| 2002 | Big Fat Liar                                | Kaylee                            | Vai chính            |
| 2002 | What I Like About You                       | Holly Tyler                       | Vai chính,2002-2006  |
| 2003 | What a Girl Wants                           | Daphne Reynolds                   | Vai chính            |
| 2003 | Charlotte's Web 2: Wilbur's Great Adventure | Nellie                            | Lồng tiếng           |
| 2005 | Robots                                      | Piper Pinwheeler                  | Lồng tiếng           |
| 2005 | Lovewrecked                                 | Jenny Taylor                      | Vai chính            |
| 2006 | She's the Man                               | Viola Hastings                    | Vai chính            |
| 2007 | Hairspray                                   | Penny Pingleton                   | Vai phụ              |
| 2007 | Sydney White                                | Sydney White                      | Vai chính            |
| 2008 | Family Guy                                  | Anna                              | Lồng tiếng/phụ       |
| 2008 | Living Proof                                | Jamie                             | Vai phụ              |